# Cait Sith
Die Cait Sith (oder Cat Sidhe, schottisch-gälisch Cat-Sìth; Aussprache [kʰaht̪ ˈʃiː], irisch Cat Sí; Aussprache [kat̪ˠ ˈʃiː]) ist eine Sagengestalt der keltischen Mythologie. Es handelt sich um eine große schwarze Katze, die in den Highlands leben soll. Wegen ihrer vermuteten Verbindung mit der sogenannten Kellas-Katze, die erstmals im Jahr 1984 gesichtet wurde, wird sie auch der Kryptozoologie zugeordnet.

## Merkmale und Herkunft
Die Katze besitzt einen weißen Fleck auf der Brust und ist, davon abgesehen, gänzlich schwarz. Sie ist ebenso wie der Feenhund Cu Sith ein Wesen, das mit den Feen (siehe Sidhe) in Verbindung gebracht wird. Im Gegensatz zum Hund jedoch ist die Katze nicht grün und sieht, abgesehen von der etwas ungewöhnlichen Größe, normal aus. In manchen Erzählungen ist die Cait Sith eine verwandelte Hexe.
Geschichten über das Tier erzählt man sich im schottischen Volksglauben, vereinzelt jedoch auch im irischen. Der Name bedeutet übersetzt „Feenkatze“ (cait = Katze; sidhe = keltische Fee). Die Cait Sith ist üblicherweise nicht darauf aus, dem Menschen zu schaden. Jedoch, sollte man sie alleine in abgelegenen Orten überraschen oder sie bedrohen, dann kann sie sehr wild und gefährlich werden.
Es wird vermutet, dass die Sage von Beobachtungen der Kellas-Katze herrührt.
Die Kellas-Katze wurde am 19. September 1984 in der Forres Gazette aus Moray in Schottland erstmals erwähnt. Eine große unbekannte Katze sei drei Monate zuvor im Hochland auf der Revack Lodge nahe Grantown-on-Spey in einer Fuchsfalle gefangen worden. Nach einer eher oberflächlichen Untersuchung wurde dem Kadaver das Fell abgezogen, das aber unbrauchbar war. Ein zweites Exemplar wurde bei Kellas am Fluss Lossie, daher auch der Name, geschossen und ausgestopft. Bei weiteren Untersuchungen wurde schließlich festgestellt, dass es sich mit großer Wahrscheinlichkeit um Hybride von Hauskatzen mit Wildkatzen handle.

## Die Sagen von Cait Sith

### Die Legende der gestohlenen Seelen
Viele Menschen glaubten früher, dass die Cait Sith die Seelen der unbegrabenen Toten stiehlt und ins Feenreich verschleppt. Deshalb wurden Leichname bewacht und außerdem Musik und Katzenminze eingesetzt um Cait Sith abzulenken.

### Die Samhain Legende
Samhain ist ein keltisches Fest, das nach der Erntezeit am 1. November als Beginn der dunklen Jahreszeit gefeiert wurde. Es gilt als Vorläufer von Halloween, da es schon am Vorabend begann. Nach der Legende segnet die Cait Sith jedes Haus, das eine Schale Milch vor der Tür stehen hat. Stand dort keine Milch, wurde das Haus verflucht und die Kühe gaben keine Milch mehr. Möglicherweise sorgte diese Legende für die Verbindung von Halloween und schwarzen Katzen.

### Die Legende von der Bauerskatze und die der Hexe
Ein Bauer, der nach Hause zurückkehrte, sah einen Leichenzug aus 8 schwarzen Katzen, die einen königlichen Sarg trugen und weitere Katzen verkündeten das Ableben des Königs. Dem Bauer wurde aufgetragen „Tom Tildrum zu sagen, dass Tim Tildrum tot ist“ und als er es seiner Frau erzählte, stand seine Katze auf, sagte sie müsse jetzt König sein und ging auf Nimmerwiedersehen.
Diese Legende könnte zum Glauben beigetragen haben, dass Katzen 9 Leben haben.
Auch mit der Zahl 9 zu tun hat die Hexenlegende, nach der eine Hexe sich in eine schwarze Katze verwandeln konnte, aber nur 8 mal und als sie sich das 9. Mal verwandelte musste sie eine Katze, Cait Sith, bleiben.

### Verbindung zur Taghairm Legende
Die Legende des brutalen Taghairm-Rituals besagt, dass man 4 Tage lang ohne dabei etwas zu essen lebendige Katzen eine nach der anderen braten muss. Dann erscheint, je nach Sage eine Armee von Teufeln in der Gestalt Schwarzer Katzen oder die Dämonenkatze „Big Ears“, die einem dann jeden Wunsch erfüllt. Manche glauben, dass Big Ears und Cat Sith zwei Erscheinungen einer Katze sind, oder dass sie zumindest verwandt sind

## Die Cait Sith in der Moderne
Cait Sith wird in Computerspielen wie Final Fantasy, Princess Maker, Folklore oder Persona 5 Royal erwähnt und weist hierbei zumeist einen antagonistischen Charakter auf. Auch in Animes wie Aria, Sword Art Online oder Blue Exorcist werden Cait Sith erwähnt, allerdings ohne als Rezeption zu wirken. In der Visual Novel Café Stella and the Reapers' Butterflies spielt ein Cat Sidhe eine größere Nebenrolle, der Menschen als Mensch erscheinen kann. In der Urban-Fantasy Buchreihe Die dunklen Fälle des Harry Dresden von Jim Butcher übernimmt Cait Sith die Rolle eines Antagonisten und ist mit der Sidhe Mab verbunden.